# Agon-Coutainville
Agon-Coutainville is een gemeente in het Franse departement Manche (regio Normandië). De plaats maakt deel uit van het arrondissement Coutances. Agon-Coutainville telde op 1 januari 2022 3.013 inwoners.

## Geografie
De oppervlakte van Agon-Coutainville bedroeg op 1 januari 2022 12,35 vierkante kilometer; de bevolkingsdichtheid was toen 244 inwoners per km².

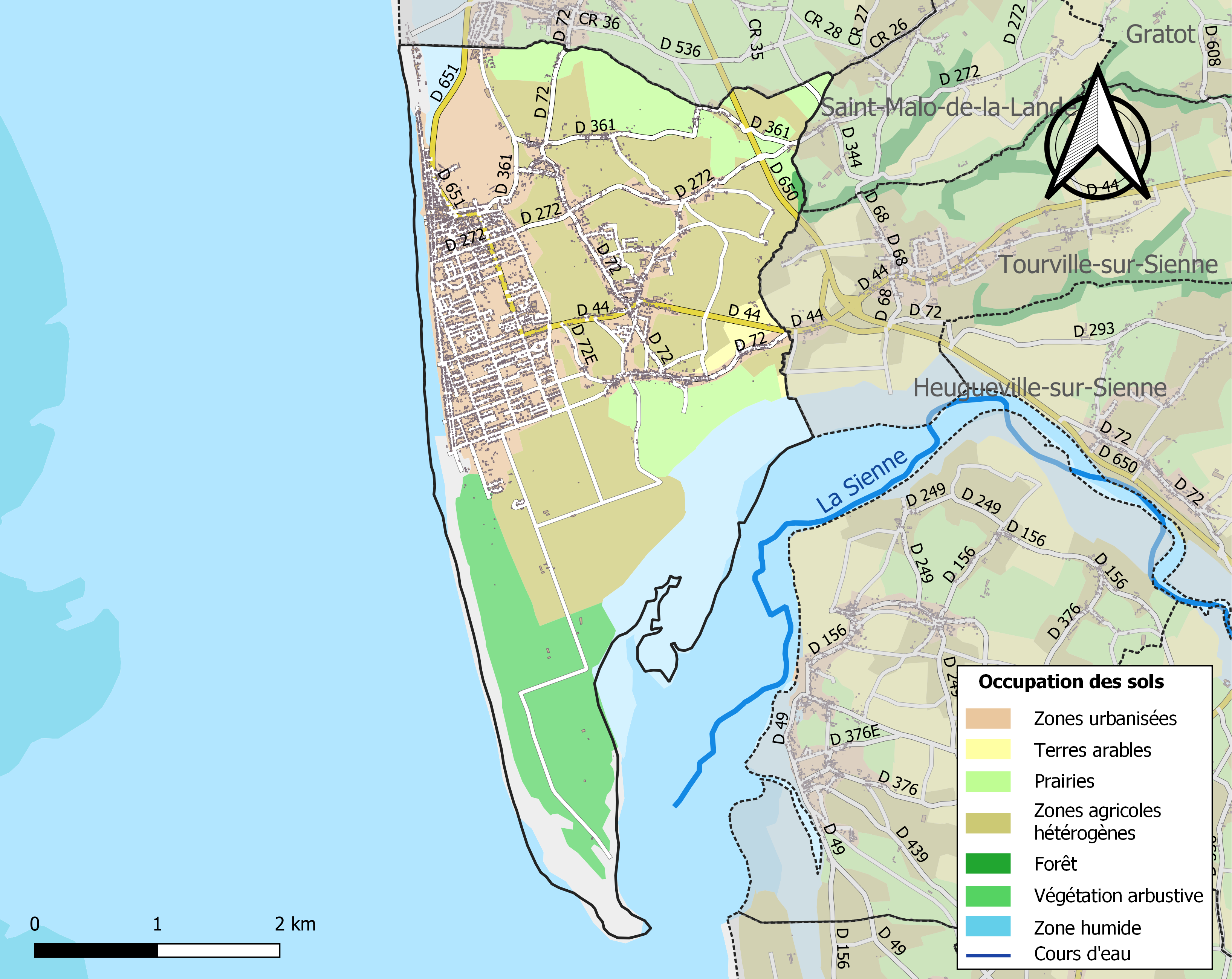
Kaart van de gemeente met de belangrijkste infrastructuur, bodemgebruik en omliggende gemeenten

## Demografie
Onderstaande figuur toont het verloop van het inwonertal (bron: INSEE-tellingen).